# برایان اسپیرز
برایان اسپیرز (انگلیسی: Bryan Spears؛ زادهٔ ۱۹ آوریل ۱۹۷۷) تهیه‌کننده فیلم، و تهیه‌کننده تلویزیونی اهل ایالات متحده آمریکا است. وی برادر بزرگتر بریتنی اسپیرز و جیمی لین اسپیرز می باشد.